# Darren Lok
 (juin 2022).
La mise en forme du texte ne suit pas les recommandations de Wikipédia : il faut le « wikifier ».
Les points d'amélioration suivants sont les cas les plus fréquents. Le détail des points à revoir est peut-être précisé sur la page de discussion.
- Les titres sont pré-formatés par le logiciel. Ils ne sont ni en capitales, ni en gras.
- Le texte ne doit pas être écrit en capitales (les noms de famille non plus), ni en gras, ni en italique, ni en « petit »…
- Le gras n'est utilisé que pour surligner le titre de l'article dans l'introduction, une seule fois.
- L'italique est rarement utilisé : mots en langue étrangère, titres d'œuvres, noms de bateaux, etc.
- Les citations ne sont pas en italique mais en corps de texte normal. Elles sont entourées par des guillemets français : « et ».
- Les listes à puces sont à éviter, des paragraphes rédigés étant largement préférés. Les tableaux sont à réserver à la présentation de données structurées (résultats, etc.).
- Les appels de note de bas de page (petits chiffres en exposant, introduits par l'outil «  Source ») sont à placer entre la fin de phrase et le point final[comme ça].
- Les liens internes (vers d'autres articles de Wikipédia) sont à choisir avec parcimonie. Créez des liens vers des articles approfondissant le sujet. Les termes génériques sans rapport avec le sujet sont à éviter, ainsi que les répétitions de liens vers un même terme.
- Les liens externes sont à placer uniquement dans une section « Liens externes », à la fin de l'article. Ces liens sont à choisir avec parcimonie suivant les règles définies. Si un lien sert de source à l'article, son insertion dans le texte est à faire par les notes de bas de page.
- La présentation des références doit suivre les conventions bibliographiques. Il est recommandé d'utiliser les modèles {{Ouvrage}}, {{Chapitre}}, {{Article}}, {{Lien web}} et/ou {{Bibliographie}}. Le mode d'édition visuel peut mettre en forme automatiquement les références.
- Insérer une infobox (cadre d'informations à droite) n'est pas obligatoire pour parachever la mise en page.

Pour une aide détaillée, merci de consulter Aide:Wikification.
Si vous pensez que ces points ont été résolus, vous pouvez retirer ce bandeau et améliorer la mise en forme d'un autre article.
Darren Lok (chinois simplifié : 陆伊腾 ; chinois traditionnel : 陸伊騰 ; pinyin : Lù Yīténg), né le 18 septembre 1991 à Hailsham (Royaume-Uni), est un footballeur international malaisien évoluant au poste d'avant-centre au Sabah FC.

## Biographie
Né dans le Sussex de l'Est, Lok est d'ascendance anglaise par sa mère et d'ascendance chinoise de Malaisie par son père, originaire de Malacca. 

### En club

#### Eastbourne Borough
Darren Lok commence sa carrière au sein de l'académie d'Eastbourne Borough. En 2012, il est promu en équipe première. Darren Lok travaille par roulement dans un hôpital psychiatrique du National Health Service en tant que travailleur de soutien psychiatrique dans le sud de l'Angleterre tout en jouant au football à temps partiel pour Eastbourne Borough, alors en National League South, le sixième échelon anglais. Au début de la saison 2012-2013, il est prêté à Horsham. Il impressionne à Horsham, mais est rappelé par Eastbourne Borough après seulement 2 matchs, en raison d'une pénurie de joueurs au club.
Au début de sa carrière avec Eastbourne Borough, il acquiert une réputation de "super-sub" en raison des buts tardifs qu'il marque après être sorti du banc.

#### Johor Darul Ta'zim
À la fin de la saison 2015-2016, Lok quitte Eastbourne pour signer au Johor Darul Ta'zim II en Premier League malaisienne. Son transfert est retardé, en raison de la nécessité de demander un passeport malaisien. En septembre 2016, il obtient son passeport malaisien, ce qui lui permet de jouer pour le Johor Darul Ta'zim II ainsi que pour l'équipe de Malaisie. 
Par la suite, l'entraîneur du Johor Darul Ta'zim, Mario Gómez, annonce que l'attaquant serait promu du Johor Darul Ta'zim II au Johor Darul Ta'zim pour la saison 2017 de la Super League malaisienne.

#### Terengganu FC
En janvier 2020, le joueur signe au Terengganu FC pour la saison 2020 de la Super League malaisienne. Il ne joue que 4 matchs pour le club.

#### Petaling Jaya City
Petaling Jaya City annonce la signature de Darren Lok en provenance du Terengganu FC en décembre 2020. Il cite un manque de temps de jeu comme l'une des raisons de sa décision de rejoindre Petaling Jaya City après un passage d'un an au Terengganu FC.